# Witalij Szałyczew
Witalij Semenowycz Szałyczew, ukr. Віталій Семенович Шаличев, ros. Виталий Семёнович Шалычев, Witalij Siemionowicz Szałycziew (ur. 30 października 1946 w Czystiakowo, w obwodzie stalinskim, zm. 22 czerwca 2021) – ukraiński piłkarz, grający na pozycji pomocnika, trener piłkarski.

## Kariera piłkarska
W 1964 rozpoczął karierę piłkarską w klubie Szachtar Torez. W 1965 został zaproszony do Szachtara Donieck, ale występował jedynie w drużynie rezerw. W tymże roku powrócił do Szachtara Torez. W 1966 zasilił skład Tawrii Symferopol. W 1968 ponownie został piłkarzem Szachtar Donieck. W 1971 przeniósł się do Torpeda Moskwa, ale nie potrafił przebić się do podstawowego składu, dlatego po pół roku odszedł do Dnipra Dniepropetrowsk. W 1973 przeszedł do Awanhardu Sewastopol. Latem 1974 roku wyjechał do Turkmenistanu, gdzie bronił barw Stroitel Aszchabad, który potem zmienił nazwę na Kolhozçi. W 1977 zakończył karierę piłkarza.

## Kariera trenerska
Po zakończeniu kariery piłkarskiej rozpoczął pracę szkoleniowca. Od 1982 do 1985 pomagał trenować piłkarzy Krywbasu Krzywy Róg. W latach 1986–1990 stał na czele Okeanu Kercz. W latach 90. XX wieku pracował w jednym z najlepszych klubów Mauretanii. W lutym 1995 dołączył do sztabu szkoleniowego Tawrii Symferopol, a 25 maja 1995 opuścił krymski klub. Na początku 2001 został mianowany na stanowisko głównego trenera Metalista Charków, którym kierował do czerwca 2001. Od 2004 do 2006 pomagał Anatolijowi Końkowu trenować İnter Baku. Od lipca 2007 do 29 września 2008 ponownie pracował jako asystent trenera w Tawrii Symferopol.

## Sukcesy i odznaczenia

### Sukcesy piłkarskie
Dnipro Dniepropetrowsk
- mistrz Pierwoj ligi ZSRR: 1971